# Liste der Naturdenkmale in Forchtenberg
| Naturdenkmale | Anzahl |
| ------------- | ------ |
| FND           | 11     |
| END           | 0      |
| Gesamt        | 11     |

Die Liste der Naturdenkmale in Forchtenberg nennt die verordneten Naturdenkmale (ND) der im baden-württembergischen Hohenlohekreis liegenden Stadt Forchtenberg. In Forchtenberg gibt es insgesamt elf als Naturdenkmal geschützte Objekte, alle sind flächenhafte Naturdenkmale (FND), keines ist ein Einzelgebilde-Naturdenkmal (END).
Stand: 31. Oktober 2016.

## Flächenhafte Naturdenkmale (FND)
| Name                                                      | Bild | Kennung     | Einzelheiten | Position | Fläche Hektar | Datum         |
| --------------------------------------------------------- | ---- | ----------- | ------------ | -------- | ------------- | ------------- |
| Baumreihe an der Reipertsteige und Klinge mit Baumbewuchs | BW   | 81260280007 | Forchtenberg | ⊙        | 0,2           | 25. Jan. 1988 |
| Doline „Galgenloch“                                       | BW   | 81260280002 | Forchtenberg | ⊙        | 0,0           | 22. Apr. 1980 |
| Feuchtgebiet „Schwarzes Seele“                            | BW   | 81260280011 | Forchtenberg | ⊙        | 0,1           | 25. Jan. 1988 |
| Feuchtgebiet                                              | BW   | 81260280010 | Forchtenberg | ⊙        | 0,0           | 25. Jan. 1988 |
| Laubbaumreihe am Sträßchen zum Haberhof                   | BW   | 81260280006 | Forchtenberg | ⊙        | 0,3           | 9. Nov. 1984  |
| Pflanzenstandort „Flatterberg“                            | BW   | 81260280005 | Forchtenberg | ⊙        | 2,2           | 28. Sep. 1982 |
| Pflanzenstandort                                          | BW   | 81260280004 | Forchtenberg | ⊙        | 2,6           | 22. Apr. 1980 |
| Pulsatilla-Standort                                       | BW   | 81260280001 | Forchtenberg | ⊙        | 0,3           | 21. Mai 1969  |
| See                                                       | BW   | 81260280003 | Forchtenberg | ⊙        | 0,3           | 22. Apr. 1980 |
| Sulzschlagweiher                                          | BW   | 81260280009 | Forchtenberg | ⊙        | 0,2           | 25. Jan. 1988 |
| 2 Feuchtgebiete                                           | BW   | 81260280008 | Forchtenberg | ⊙        | 0,2           | 25. Jan. 1988 |
| Legende für Naturdenkmal                                  |      |             |              |          |               |               |